# Jérôme Hiaumet
Jérôme Hiaumet est un footballeur français, né le 12 avril 1979 à Alençon (Orne). Il joue au poste de gardien de but.

## Biographie
Il commence le football à l'âge de sept ans à l'US Alençon. À 15 ans, il intègre l'équipe régionale, est présélectionné en équipe de France U16, et est repéré par le SM Caen, avec lequel il s'engage. Il gravit tous les échelons de la formation jusqu'en 2000 et la signature de son premier contrat professionnel.
En 2001, il s'engage en Mayenne, au Stade lavallois où il pense acquérir du temps de jeu. Il joue 41 matchs en cinq ans, barré, entre autres, par Fabrice Catherine (1er gardien au SM Caen quelques années avant). Pour la saison 2006-2007 il est l'un des deux délégués syndicaux de l'UNFP au sein du Stade lavallois. 
Il décide à nouveau de partir, au FC Sète cette fois. Dans l'Hérault, il effectue deux très bonnes saisons et est titulaire indiscutable. 
En 2008, il s'engage à l'AS Cannes avec laquelle il a pour ambition de monter en Ligue 2 en 2009. En juin 2010, il signe au SCO Angers, il y termine sa carrière de joueur en juin 2012.
Il signe dans la foulée au Stade rennais en tant qu'entraîneur des gardiens.

### Parcours en sélection nationale
Jérôme Hiaumet joue avec les équipes nationales moins de 17 ans et moins de 18 ans. Il est champion d'Europe des moins de 18 ans en 1997.
Il dispute le Festival Espoirs de Toulon en 1999. Gardien de but face au Mexique et à l'Argentine, il entre en jeu comme latéral droit lors du match pour la troisième place face au Mexique, tous les autres potentiels remplaçants étant blessés ou suspendus. Il marque en toute fin de match le but de la victoire sur une passe de Luyindula, et permet aux Bleuets de terminer troisièmes du Tournoi.

## Clubs
- 1997-2001 :  SM Caen (Division 2, 1 match de Division 2)
- 2001-2006 :  Stade lavallois (Ligue 2, 41 matchs de Ligue 2, 5 matchs de Coupe de la Ligue)
- 2006-2008 :  FC Sète (National, 70 matchs de National, 2 matchs de Coupe de la Ligue)
- 2008-2010 :  AS Cannes (National, 42 matchs de National)
- 2010-2012 :  SCO Angers (Ligue 2, 17 matchs de Ligue 2, 3 matchs de Coupe de France)

## Palmarès
- Vainqueur du Championnat d'Europe de football des moins de 18 ans 1997.
- Troisième du Tournoi de Toulon en 1999 avec l'équipe de France espoirs.

## Statistiques
- 59 matchs en Ligue 2
- 112 matchs en National